# Mount Gass
Mount Gass är ett berg i Kanada.   Det ligger i provinsen Alberta, i den södra delen av landet, 2 900 km väster om huvudstaden Ottawa. Toppen på Mount Gass är 2 865 meter över havet, eller 609 meter över den omgivande terrängen. Bredden vid basen är 10,9 km.
Terrängen runt Mount Gass är huvudsakligen kuperad, men söderut är den bergig.Trakten runt Mount Gass är nära nog obefolkad, med mindre än två invånare per kvadratkilometer.. Närmaste större samhälle är Elkford, 13,0 km sydväst om Mount Gass.
Trakten runt Mount Gass består i huvudsak av gräsmarker.